# Buxières-lès-Villiers
Buxières-lès-Villiers ist eine französische Gemeinde mit 219 Einwohnern (Stand 1. Januar 2022) im Département Haute-Marne in der Region Grand Est (vor 2016 Champagne-Ardenne). Sie gehört zum Arrondissement Chaumont und zum Kanton Chaumont-2. Die Einwohner werden Buxièrois und Buxièroises genannt.

## Lage
Buxières-lès-Villiers liegt etwa acht Kilometer westlich des Stadtzentrums von Chaumont. Umgeben wird Buxières-lès-Villiers von den Nachbargemeinden Autreville-sur-la-Renne im Westen und Nordwesten, Euffigneix im Norden und Nordosten, Villiers-le-Sec im Osten und Südosten, Semoutiers-Montsaon im Süden sowie Bricon im Südwesten.

## Bevölkerungsentwicklung
| Jahr                       | 1962 | 1968 | 1975 | 1982 | 1990 | 1999 | 2006 | 2011 | 2019 |
| Einwohner                  | 66   | 100  | 108  | 128  | 162  | 196  | 226  | 217  | 197  |
| Quellen: Cassini und INSEE |      |      |      |      |      |      |      |      |      |

## Sehenswürdigkeiten

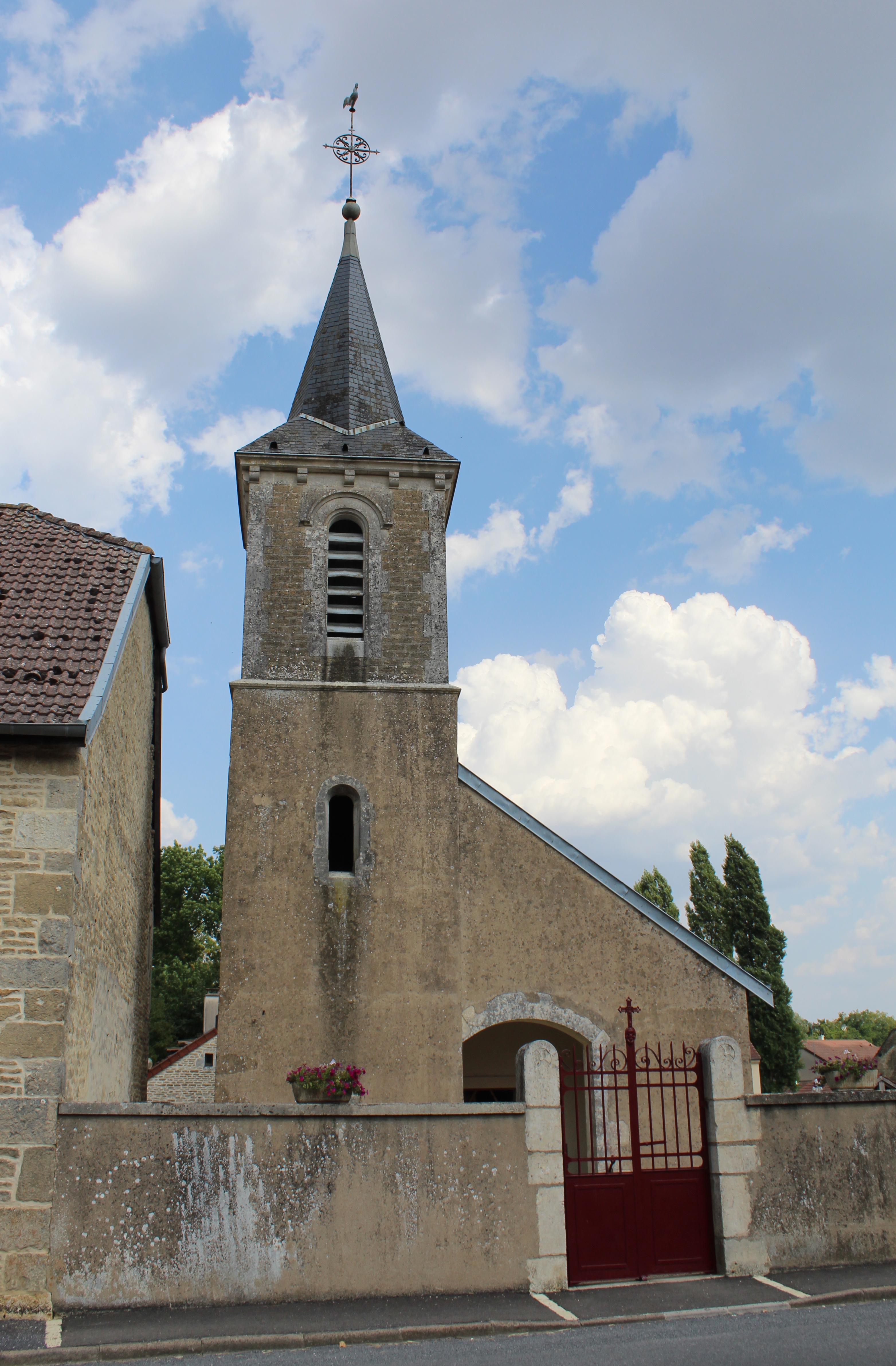
Kirche Sainte-Bénigne
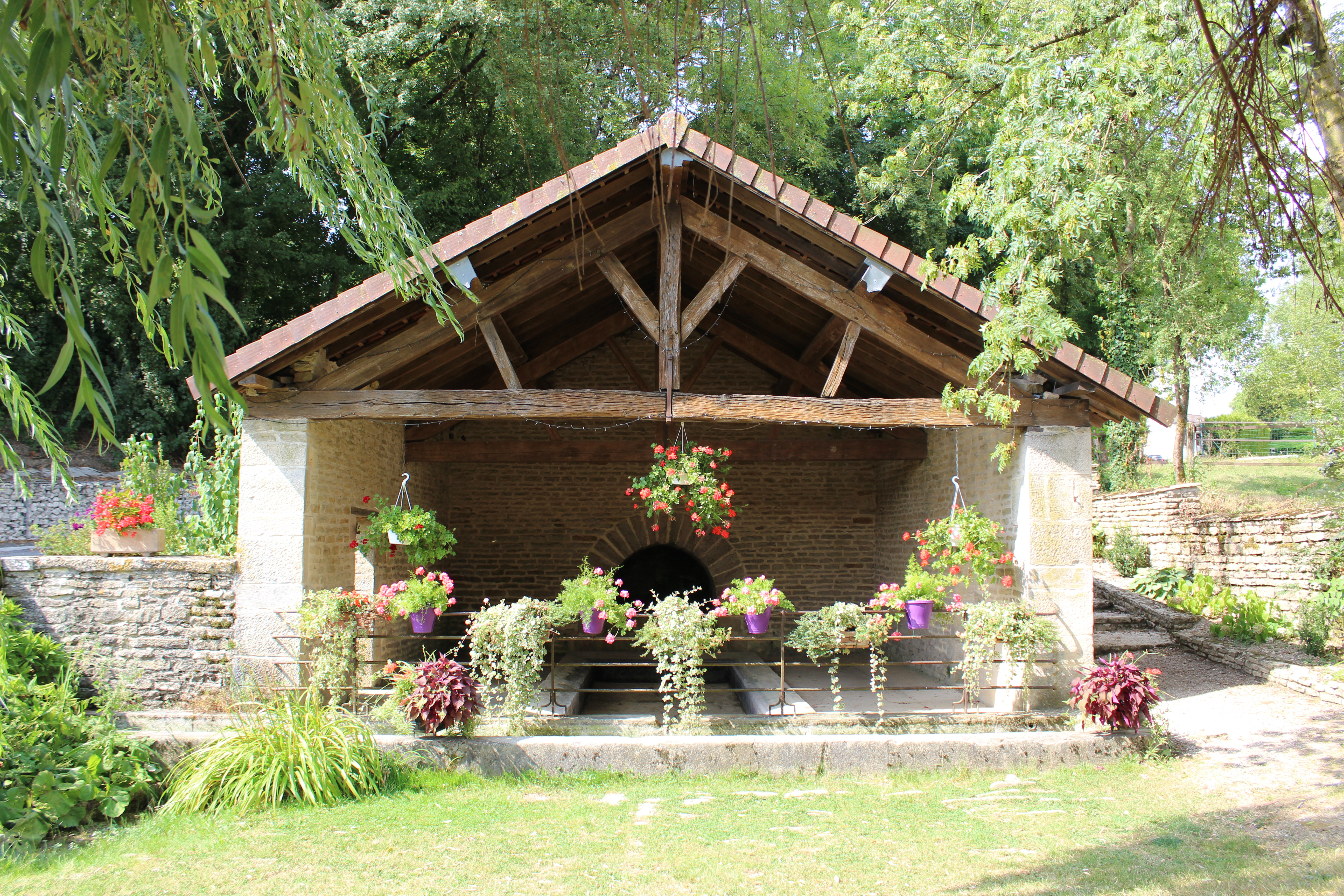
Waschhaus

- Kirche Sainte-Bénigne
- Waschhaus